# Габор Клебер
Габор Клебер, Компоті (угор. Kompóti-Kléber Gábor, 23 травня 1901, Будапешт — 15 жовтня 1973, Будапешт) — угорський футболіст, що грав на позиції півзахисника, футбольний тренер. Відомий виступами, зокрема, за клуб «Хунгарія», а також національну збірну Угорщини.

## Кар'єра гравця
Виступав за столичну команду «Немзеті», будучи гравцем якої в 1922 році вперше був викликаний до складу національної збірної Угорщини. Найвищим результатом клубу за виступів Клебера було четверте місце у сезоні 1920–21.
З 1924 року грав за столичний МТК. Частково застав золоту еру клубу, коли команда 10 сезонів поспіль ставала чемпіоном Угорщини. Клебер долучився перемоги в 1925 році, зігравши у сезоні 12 матчів. В 1925 року також здобув Кубок Угорщини, завдяки перемозі у фіналі над «Уйпештом» (4:0). Після введення професіоналізму команда дістала приставку до назви «Хунгарія» і втратила одноосібне лідерство в країні, далася взнаки і зміна поколінь у команді. А проте з трійки найкращих клуб не випадатиме, борючись за чемпіонство з «Ференцварошем» і «Уйпештом». Успішною ця боротьба стала для команди в 1929, коли «Хунгарія» під керівництвом тренера Бели Ревеса на одне очко випередила «Ференцварош». У цьому сезоні Клебер-Компоті відіграв 21 матч і забив 1 гол. А головними зірками тієї команди були знані в усій футбольній Європі Дьюла Манді, Ференц Хірзер, Дьордь Мольнар, Єньо Кальмар та інші.
Ще один трофей до свого доробку Клебер додав у 1932 році. «Хунгарія» перемогла у фіналі «Ференцварош». Перший матч завершився нічиєю 1:1, а перегравання принесло перемогу з рахунком 4:3. Габор зіграв у першому з цих матчів. У 1927—1931 роках він також провів 10 матчів у Кубку Мітропи, престижному міжнародному турнірі для найсильніших команд Центральної Європи.
Невисокий зріст Габор Клебер компенсував баченням поля, тактичною виучкою, почуттям темпу, гарною технікою і елегантною грою обома ногами.

## Виступи за збірну
14 травня 1922 року дебютував в офіційних матчах у складі національної збірної Угорщини в грі проти збірної Польщі (3:0). Ще два матчі зіграв в 1923 році.
Наступний виклик до збірної надійшов, коли закріпився у складі МТК. Регулярно грав у 1925—1926 роках, після чого на два роки випав зі збірної. Чергове повернення відбулось у 1929 році і тривало до травня 1931 року, коли Клебер востаннє зіграв за національну команду проти Австрії (0:0) в матчі кубка Центральної Європи. Загалом відіграв 23 матчі за збірну.

## Тренерська кар'єра
Після завершення ігрової кар'єри працював тренером і спортивним журналістом. Тренував клуби вищого угорського дивізіону, які не претендували на значні здобутки. Найвищим результатом у тренерській роботі Клебера стало третє місце з командою «Татабанья» у чемпіонаті 1964 року.

## Досягнення
Як гравець
- Чемпіон Угорщини: 1924–25, 1928–29
- Срібний призер Чемпіонату Угорщини: 1925–26, 1927–28, 1930–31
- Бронзовий призер Чемпіонату Угорщини: 1926–27, 1929–30, 1931–32
- Володар Кубка Угорщини: 1925, 1932

Як тренер
- Бронзовий призер Чемпіонату Угорщини: 1964

## Статистика виступів за збірну
| Дата       | Місто     | Господарі      | Результат | Гості          | Турнір                   | Голи | Примітки        |
| ---------- | --------- | -------------- | --------- | -------------- | ------------------------ | ---- | --------------- |
| 14/05/1922 | Краків    | Польща         | 0 – 3     | Угорщина       | товариський матч         | -    |                 |
| 19/08/1923 | Будапешт  | Угорщина       | 3 – 1     | Фінляндія      | товариський матч         | -    |                 |
| 23/09/1923 | Будапешт  | Угорщина       | 2 – 0     | Австрія        | товариський матч         | -    |                 |
| 18/01/1925 | Мілан     | Італія         | 1 – 2     | Угорщина       | товариський матч         | -    |                 |
| 25/03/1925 | Будапешт  | Угорщина       | 5 – 0     | Швейцарія      | товариський матч         | -    |                 |
| 12/07/1925 | Стокгольм | Швеція         | 6 – 2     | Угорщина       | товариський матч         | -    |                 |
| 19/07/1925 | Краків    | Польща         | 0 – 2     | Угорщина       | товариський матч         | -    |                 |
| 20/09/1925 | Будапешт  | Угорщина       | 1 – 1     | Австрія        | товариський матч         | -    |                 |
| 04/10/1925 | Будапешт  | Угорщина       | 0 – 1     | Іспанія        | товариський матч         | -    |                 |
| 11/10/1925 | Прага     | Чехословаччина | 2 – 0     | Угорщина       | товариський матч         | -    |                 |
| 08/11/1925 | Будапешт  | Угорщина       | 1 – 1     | Італія         | товариський матч         | -    |                 |
| 06/06/1926 | Будапешт  | Угорщина       | 2 – 1     | Чехословаччина | товариський матч         | -    | 67'             |
| 14/11/1926 | Будапешт  | Угорщина       | 3 – 1     | Швеція         | товариський матч         | -    |                 |
| 26/12/1926 | Порту     | Португалія     | 3 – 3     | Угорщина       | товариський матч         | -    |                 |
| 14/04/1929 | Берн      | Швейцарія      | 4 – 5     | Угорщина       | Кубок Центральної Європи | -    |                 |
| 05/05/1929 | Відень    | Австрія        | 2 – 2     | Угорщина       | товариський матч         | -    |                 |
| 13/04/1930 | Базель    | Швейцарія      | 2 – 2     | Угорщина       | товариський матч         | -    |                 |
| 21/09/1930 | Відень    | Австрія        | 2 – 3     | Угорщина       | товариський матч         | -    |                 |
| 28/09/1930 | Дрезден   | Німеччина      | 5 – 3     | Угорщина       | товариський матч         | -    |                 |
| 26/10/1930 | Будапешт  | Угорщина       | 1 – 1     | Чехословаччина | товариський матч         | -    | Капітан команди |
| 22/03/1931 | Прага     | Чехословаччина | 3 – 3     | Угорщина       | Кубок Центральної Європи | -    |                 |
| 12/04/1931 | Будапешт  | Угорщина       | 6 – 2     | Швейцарія      | Кубок Центральної Європи | -    |                 |
| 03/05/1931 | Відень    | Австрія        | 0 – 0     | Угорщина       | Кубок Центральної Європи | -    |                 |
| Усього     |           | Матчів         | 23        |                | Голів                    | 0    |                 |